# Margit Symo
Margit Symo (née Margit Simó le 13 septembre 1913 à Budapest et morte le 6 octobre 1992 à Munich) est une actrice allemande d'origine hongroise.

## Biographie
Elle est la mère de l'actrice Eva Mattes.

## Filmographie partielle
- 1937 : Huis clos de Paul Wegener
- 1940 : Le Maître de poste de Gustav Ucicky
- 1943 : Jeune fille sans famille d'Erich Engel
- 1944 : La parole est à la défense (Der Verteidiger hat das Wort) de Werner Klingler
- 1974 : Tous les autres s'appellent Ali de Rainer Werner Fassbinder